# Vragkianá
Vragkianá är en ort i Grekland.   Den ligger i prefekturen Nomós Kardhítsas och regionen Thessalien, i den centrala delen av landet, 240 km nordväst om huvudstaden Aten. Vragkianá ligger 616 meter över havet och antalet invånare är 112.
Terrängen runt Vragkianá är huvudsakligen bergig, men västerut är den kuperad. Runt Vragkianá är det glesbefolkat, med 12 invånare per kvadratkilometer. Närmaste större samhälle är Raptópoulon, 10,9 km söder om Vragkianá. 